# FC RM 함 벤피카
FC RM 함 벤피카(FC RM Hamm Benfica)는 룩셈부르크 시를 구성하는 구역 가운데 하나인 함(Hamm)을 연고로 하는 룩셈부르크의 축구 클럽이다. 현재는 룩셈부르크 내셔널디비전에 참가하고 있다.
2004년 3월 26일 FC 함 37(FC Hamm 37)과 FC RM(라피드 만스펠디아) 86 룩셈부르크(FC RM(Rapid Mansfeldia) 86 Luxembourg)가 합병되면서 창단되었다.